# Yancha (socken i Kina)
Yancha (kinesiska: 岩茶乡, 岩茶) är en socken i Kina. Den ligger i den autonoma regionen Guangxi, i den södra delen av landet, omkring 350 kilometer nordväst om regionhuvudstaden Nanning. Antalet invånare är 17314. Befolkningen består av 8 492 kvinnor och 8 822 män. Barn under 15 år utgör 25,0 %, vuxna 15-64 år 66 %, och äldre över 65 år 8,0 %.
Genomsnittlig årsnederbörd är 1 381 millimeter. Den regnigaste månaden är juni, med i genomsnitt 295 mm nederbörd, och den torraste är februari, med 13 mm nederbörd.